# ناتالی راس
ناتالی راس (انگلیسی: Natalie Ross؛ زادهٔ ۱۴ سپتامبر ۱۹۸۹) بازیکن فوتبال اهل بریتانیا است.
از باشگاه‌هایی که در آن بازی کرده‌است می‌توان به تیم فوتبال زنان آرسنال اشاره کرد.
وی همچنین در تیم‌های ملی فوتبال Scotland women's national under-19 football team و زنان اسکاتلند بازی کرده‌است.